# 陰里鉄郎
陰里 鉄郎（かげさと てつろう、1931年1月1日 - 2010年8月7日）は、日本の美術評論家。
長崎県北松浦郡生月町出身。1956年東京藝術大学美術学部藝術学科卒。神奈川県立近代美術館、東京国立博物館、東京国立文化財研究所の学芸員、1982年三重県立美術館館長、横浜美術館館長、女子美術大学教授、名古屋芸術大学教授。

## 著書
- 陰里鉄郎著作集 全3巻 一艸堂 2007.12

## 共編著
- 日本の名画 34 万鉄五郎 講談社 1973
- 現代日本美術全集 18 万鉄五郎 集英社 1974
- 日本の名画 5 黒田清輝 中央公論社 1975
- 巨匠の名画 10 青木繁 /河北倫明共編 学習研究社 1976.9
- 日本の名画 5 小出楢重・長谷川利行・万鉄五郎 /匠秀夫,小倉忠夫共編著 講談社 1977.8
- 現代日本の美術 第5巻 日本の印象派 小学館 1977.11
- カンヴァス日本の名画 5 黒田清輝 /山崎正和共著 中央公論社 1979.1
- 日本水彩画名作全集 6 名作選 1 明治 第一法規出版 1982.8
- 近代日本洋画素描大系 1 明治 講談社 1985.5
- 20世紀日本の美術 11 黒田清輝/藤島武二 /三輪英夫共編 集英社 1987.5
- 日本の美術館 6 東海/近畿 /徳川義宣共編 ぎょうせい 1987.5
- 日本の水彩画 11 丸山晩霞 第一法規出版 1989.9